# Patreon
Patreon（/ˈpeɪtriɒn/）是一個供內容創建者進行群眾募資的平台。它讓創作者向贊助者以每件作品或定期取得資金。該公司總部設於舊金山，由傑克·康特和開發者山姆·任（Sam Yam）創立。Patreon曾被刊登於《時代》、《告示牌》和《福布斯》。

## 歷史
傑克·康特於2013年5月在尋求以他受歡迎的YouTube影片中維持生活，所以創辦了Patreon。他和山姆·任（Sam Yam）一同開發了一個可以讓贊助者在創作者每創作一件作品，便自動贊助創作者的平台。2013年8月，該公司從一群創業投資者和天使投資者取得210萬美元資金。2014年6月，公司在一輪A系列投資中取得1500萬元資金。
在公司的首18個月，多達125,000名「贊助人」在Patreon註冊。2014年末，該網站宣佈贊助人每月向創作者贊助超過100萬美元。
2015年3月，由於由葛林兄弟創辦、和Patreon相似的平台Subbable使用的亞馬遜公司支付系統關閉，所以在此機會下Patreon收購了Subbable。因此，原來使用Subbable的創作者，例如CGP Grey、德斯坦·桑德林的「Smarter Every Day」YouTube頻道及葛林兄弟的Crash Course和SciShow頻道都改用Patreon。
2015年10月，網站被黑客入侵，約15GB的個人資料和軟件源碼被公開。

## 營運模式
創作人在Patreon網站設立專頁，而贊助人便可以在專頁設定創作人每次推出作品時贊助金額，贊助人亦可設定每月贊助上限。除此以外，贊助人亦可每月設定贊助特定的金額。與Kickstarter不同，創作人無需每件作品重新籌集贊助人。但和其他群眾募資平台相似，創作人會以獎勵回饋贊助人。Patreon在贊助金中取5％佣金。

## 外部連結
- 官方网站